# 黄锦辉 (1903年)
黄锦辉（1903年—1928年1月31日），又名黄润生，男，广西临桂人，中国共产党早期领导人之一。

## 生平
黄锦辉是广西临桂县六塘镇人。七岁进入六塘高等小学念书，校长是李任仁。14岁时，黄锦辉考入桂林中学，深受五四运动的影响。1921年，黄锦辉中学毕业后应聘到六塘小学任教。他与同事秦其才、李其实创办《六塘公益报》，撰文表达自己“尤不忍闻工农悲号痛苦之声浪”、“恨土豪劣绅地主之横暴”的强烈阶级观点，并“以图唤起民众，使民众知为自己本身利益而奋斗。”
1924年春，他与秦其才、李其实、刘立道来到广州，投考黄埔军校。因军校推迟招生考试，遂改考军政部讲武堂，黄锦辉、刘立道以优异成绩通过了考试。同年9月，大元帅府决定将讲武堂的黄锦辉、左权、刘立道等158名学生拨归黄埔军校训练，编入第一期第六队。黄锦辉进入黄埔军校后，经常与校内共产党员蒋先云、周逸群、许继慎、陈赓等来往。同时，黄埔军校政治部主任周恩来，共产党员茅廷桢、金佛庄更是对黄锦辉悉心教育与指导。1924年11月，黄锦辉毕业后被分配到军校政治部，协助周恩来工作。
1925年1月，黄锦辉当选为黄埔军校国民党特别党部第二届执行委员会候补执行委员与助理常务委员，协助常委周逸群工作。同年，经周逸群介绍，黄锦辉加入了中国共产党。入党不久，他出任中共广东区委军事部秘书，协助军事部长周恩来工作。2月，黄锦辉随军参加讨伐广东军阀陈炯明的第一次东征。2月15日拂晓，黄埔军校学生军两个教导团进军惠阳淡水，陈洪组织万人反扑。恰在这时，周恩来率领陈赓、黄锦辉、左权等学生军冲上前去抵御敌军，击溃了敌前锋部队。3月12日，汕头1000多名群众举行集会庆祝东征胜利，黄锦辉代表军校特别党部在会上发表了演说。3月13日的棉湖战役中，黄锦辉和左权率学生军突袭敌军阵地，击破了林虎设下的防线，在鸭婆桥头首创战功。4月4日，黄锦辉、罗振声、成恭奉命前往梅县，为东征军政治部和特别党部进驻梅县做好组织准备工作。4月15日，黄锦辉陪周恩来前往梅县东校场向各校师生作宣传演讲。尔后他与周逸群又沿韩江南下宣传，在松山中学、潮州省立第一师范学校等处作了题为《国民革命与中国学生》的演讲。6月初，黄锦辉和左权随军回师广州，奉命扼守广州车站，控制商团叛军运送增援部队。随后在平定广州的滇桂军阀刘震寰、杨希闵的战斗中顽强作战。
6月30日，黄锦辉当选为中国青年军人联合会第十届中央执行委员会编辑委员。黄锦辉在委员会里出谋献策，并出版《中国军人》杂志。由于黄锦辉等人的出色宣传，以及善于团结军校和各军的革命军人，青年军人联合会声威日振。五卅运动爆发后，黄锦辉于8月代表中国青年军人联合会到省港罢工工人代表大会上发表演说。
1926年5月，黄锦辉离开国民革命第一军，与麻植、朱锁、聂荣臻等人在中共广东区委协助周恩来工作。7月，北伐开始后，黄锦辉成为中共广东区委的领导成员之一。1927年4月，国民党大肆捕杀中共党员，黄锦辉将军队系统内的共产党员撤出广州，转入地下活动。月底，黄锦辉赴武昌出席中国共产党第五次全国代表大会。同年10月15日，中共中央改组中共广东省委，黄锦辉、张太雷等36人被选为省委委员。中共中央南方局设立军事委员会，周恩来、张太雷、黄锦辉为委员。同年11月，黄锦辉被委派为广州军事特派员，与许继慎成立“士兵运动委员会”，由聂荣臻任主席，黄锦辉为委员。
为反击国民党屠杀中共党员的政策，中共中央指示中共广东省委发动广州起义，成立起义总指挥部——行动委员会。黄锦辉担任指挥部成员，他也是中共广州市委军委书记。与聂荣臻、张太雷、周文雍、杨殷等人一起深入教导团、警卫团与工人赤卫队积极进行起义前的动员准备工作，参加编写起义政纲宣言、制订起义的具体计划。1927年12月11日凌晨，广州起义打响，黄锦辉和杨殷率领敢死队到北校场第四军教导团的驻地，配合教导团攻下了广州市公安局。接着他俩又指挥西关地区的战斗，经过两小时激烈的巷战，起义军占领了广州大部分地区，成立广州苏维埃政府。张太雷任苏维埃政府主席，黄锦辉仍任中共广州市委军委书记，杨殷任人民肃反委员会委员。12日中午，苏维埃政府在西瓜园举行工农兵庆祝大会，会后张太雷中弹阵亡，杨殷接任广州苏维埃政府代理主席，叶挺、黄锦辉、杨殷、聂荣臻、周文雍等率领革命军反击国民党反击，当晚10时后起义军决定撤出广州。黄锦辉仍留在城内组织撤退断后，国军反攻占领广州后，他撤到香港。
1928年1月，黄锦辉奉命到广东北江地区寻找撤出广州的起义队伍，不幸于广东花县被捕，逮捕关押在清远县监狱，31日被杀害，年仅25岁。同年11月，中共广东省委举行第二次扩大会议时，发出《特别通知》，对黄锦辉的牺牲表示沉痛悼念。

## 相关
- 广州商团事变
- 广州起义 (1927年)